# Danaide
Danaide su u grčkoj mitologiji bile kćeri kralja Danaja, koji se smatra praocem grčkog plemena Danajaca. 

## Mitologija

### Danaj
Danaj je sa svojom ženom Pijerijom, prema Apolodoru, imao pedeset kćeri Danaida, a njegov je brat blizanac Egipt imao pedeset sinova. Egipt je zapovjedio da se njegovi sinovi ožene Danaidama, a Danaj nije isprva pristao na te brakove, no brat mu je objavio rat u kojem ga je porazio. Danaj je odlučio pobjeći te je sagradio prvi brod kojim je pobjegao u Arg.
U Argu je vladao kralj Pelazg, eponimski vladar predgrčkih naseljenika, zvan i Gelanor ("koji se smije"). Danaide su zamolile Pelazga za zaštitu kad stignu onamo, što je opisao Eshil u Hiketidama ("Pribjegarke"), a Pelazg je prepustio Argivcima da glasuju te su odlučili zaštititi ih.
Kad je Egipt došao s pedeset sinova po Danaide, Danaj ih je predao da poštedi Argivce borbe. Mladenci su se birali natjecanjem - utrkom kojom su najbolji birali svoje mlade. No, Danaj je poučio kćeri da ubiju svoje muževe u prvoj bračnoj noći. Njih 49 to je i učinilo te ih je ubilo bodežima dok su zaspali, ali Hipermnestra (ili Amimona, Apolodor spominje obje) odbila je jer je njezin muž Linkej poštovao njezinu želju da ostane djevicom. Danaj je bio ljut zbog neposlušne kćeri te ju je predao argivskom sudu, ali umiješala se Afrodita koja ju je spasila.
Poslije je Linkej ubio Danaja da bi osvetio svoju braću, a s Hipermnestrom je započeo dinastiju argivskih kraljeva, tzv. Danajaca. Imali su sina Abasa koji je bio otac Akriziju, Danajinu ocu, Perzejevu djedu.

## Danaide i Egiptidi
Prema Apolodoru:
- Amimona (majka Europa) - Enkelad (majka Argifija)
- Hipermnestra (majka Elefantida) - Linkej (majka Argifija)
- Adianta (majka Herza) - Defron (majka Hefestina)
- Adita (majka Pijerija) - Menalk (majka Gorgo)
- Agava (majka Europa) - Lik (majka Argifija)
- Akteja (majka Pijerija) - Perif (majka Gorgo)
- Anaksibija (majka Etiopljanka) - Arhelaj (majka Feničanka
- Antelija (majka Polikso) - Kisej (majka Kalijadna)
- Asterija (maka nimfa) - Het (majka Arapkinja)
- Automata (majka Europa) - Busir (majka Argifija)
- Autonoja (majka Polikso) - Euriloh (majka Kalijadna)
- Brisa (majka Polikso) - Htonije (majka Kalijadna)
- Dioksipa (majka Pijerija) - Egipt (majka Gorgo)
- Dorij (majka Etiopljanka) - Kerket (majka Feničanka)
- Elektra (majka Polikso) - Peristen (majka Kalijadna)
- Ema (majka Krino) - Arbel (majka Hefestina)
- Erato (majka Polikso) - Bromij (majka Kalijadna)
- Euridika (majka Polikso) - Drij (majka Kalijadna)
- Evipa (majka Etiopljanka) - Argij (majka Feničanka)
- Evipa (majka Polikso) - Imbro (majka Kalijadna)
- Fartida (majka Etiopljanka) - Euridam (majka Feničanka)
- Glauka (majka nimfa) - Alk (majka Arapkinja)
- Glaukipa (majka Polikso) - Potamon (majka Kalijadna)
- Gorga (majka nimfa) - Hipot (majka Arapkinja)
- Gorgofona (majka Elefantida) - Protej (majka Argifija)
- Hiperipa (majka Krino) - Hipokorist (majka Hefestina)
- Hipodamija (majka nimfa) - Diokorist (majka Arapkinja)
- Hipodamija (majka nimfa) - Istro (majka Arapkinja)
- Hipodika (majka Hersa) - Id (majka Hefestina)
- Hipomeduza (majka nimfa) - Alkmenor (majka Arapkinja)
- Hrizipa (majka Memfida) - Hrizip (majka Tirija)
- Ifimeduza (majka nimfa) - Euhenor (majka Arapkinja)
- Kalidika (majka Krino) - Pandion (majka Hefestina)
- Keleno (majka Krino) - Hiperbije (majka Hefestina)
- Kleodora (majka Polikso) - Liks (majka Kalijadna)
- Kleopatra (majka nimfa) - Agenor (majka Arapkinja
- Kleopatra (majka Polikso) - Herm (majka Kalijadna)
- Klita (majka Memfida) - Klit (majka Tirija)
- Mnestra (majka Etiopljanka) - Egije (majka Feničanka)
- Nelo (majka Etiopljanka) - Menemah (majka Feničanka)
- Okipeta (majka Pijerija) - Lamp (majka Gorgo)
- Pilarga (majka Pijerija) - Idmon (majka Gorgo)
- Pirena (majka Etiopljanka) - Agaptolem (majka Feničanka)
- Podarka (majka Pijerija) - Enej (majka Gorgo)
- Roda (majka nimfa) - Hipolit (majka Arapkinja)
- Rodija (majka nimfa) - Halkodon (majka Arapkinja)
- Skeja (majka Europa) - Defron (majka Argifija)
- Stenela (majka Memfida) - Stenel (majka Tirija)
- Stigna (majka Polikso) - Poliktor (majka Kalijadna)
- Teano (majka Polikso) - Fant (majka Kalijadna)

Prema Higinu:
- nepoznata - Armoazb
- Amimona - Midan
- Hipermnestra - Linkej
- Akamantida - Eknomin
- Amfikomona - Pleksip
- Arkadija - Ksant
- Arsalta - Efijalt
- Autodika - Klit
- Damona - Amintor
- Daplidika - Pugno
- Demodita - Hrizip
- Elektra - Hiperant
- Ema - Polidektor
- Erato - Eudemon
- Eubula - Demarh
- Eufema - Hiperbije
- Euridika - Kant
- Europoma - Atlet
- Evipa (jedna od dviju) - Agenor
- Fila - Filin
- Filomela - Pantije
- Glaukipa - Niauj
- Hekaba - Drij
- Helikta - Kas
- Hero - Andromah
- Hijala - Perije
- Hipareta - Protej
- Hipotoa - Obrim
- Hrizotemida - Asterid
- Iteja - Antioh
- Keleno - Aristono
- Kleo - Asterije
- Kleopatra (jedna od dviju) - Metalk
- Kritomedija - Antipaf
- Mideja - Antimah
- Mirmidona - Minej
- Monusta - Euristen
- Piranta - Atam
- Pirantida - Pleksip
- Pirena - Dolih
- Poliba - Iltonom
- Poliksena - Egipt
- Skila - Protej
- Temistagora - Podasim
- Trita - Enkelad

### Smrt
Atena i Hermes oslobodili su Danaide krivnje, ali nakon smrti kažnjene su tako što su ulijevale vodu u posudu bez dna, a prema nekim inačicama mita, ćupovi su im bili šuplji pa bi voda uvijek iscurila. Zbog toga rad Danaida simbolizira težak i uzaludan posao.

## Vanjske poveznice
- Danaide u grčkoj mitologiji